# Marcgravia pittieri
Marcgravia pittieri är en tvåhjärtbladig växtart som beskrevs av Ernest Friedrich Gilg. Marcgravia pittieri ingår i släktet Marcgravia och familjen Marcgraviaceae. Inga underarter finns listade i Catalogue of Life.